# Huis Van der Mark

Oorspronkelijk stamwapen van het graafschap en het huis Van der Mark

Het huis Van der Mark (ook wel Marck of La Marck geheten) was een Duits adellijk geslacht, dat voornamelijk in het Rijnland veel graafschappen en hertogdommen wist te verwerven. De heersers van de Mark zijn vernoemd naar de Burcht Mark, die rond 1198 is gebouwd. In 1226 werd in de nabijheid van de burcht de stad Hamm gesticht door Adolf I van der Mark. Het thuisland van het huis was het graafschap Mark, dat zij geleidelijk uitbreidden.

## Mark-Arenberg
Engelbert II van der Mark (1275-1328) was de oudste zoon van graaf Everhard I van der Mark en Irmgard van Limburg. In 1308 volgde hij zijn vader op als graaf van Mark. Engelbert was in 1299 gehuwd met Mathilde van Arenberg, dochter van burggraaf Johan van Keulen, en vader van Everhard I, graaf van Arenberg († 1387). Arenberg werd niet verenigd met het graafschap Mark, maar kwam aan de zijtak Mark-Arenberg.
Everhard I huwde Maria van Loon-Lummen, waardoor Lummen werd verworven. Hun zoon Everhard II († 1454) huwde eerst Maria van Braquemont, de erfgename van Sedan en vervolgens Agnes van Walcourt, de erfgename van Rochefort en Agimont. Hiermee ontstonden zijtakken in Sedan (uitgestorven in 1652), Lummen (uitgestorven in 1773) en Rochefort (uitgestorven in 1544). De tak te Arenberg stierf in 1544 uit met Robert III.

## Kleef-Mark

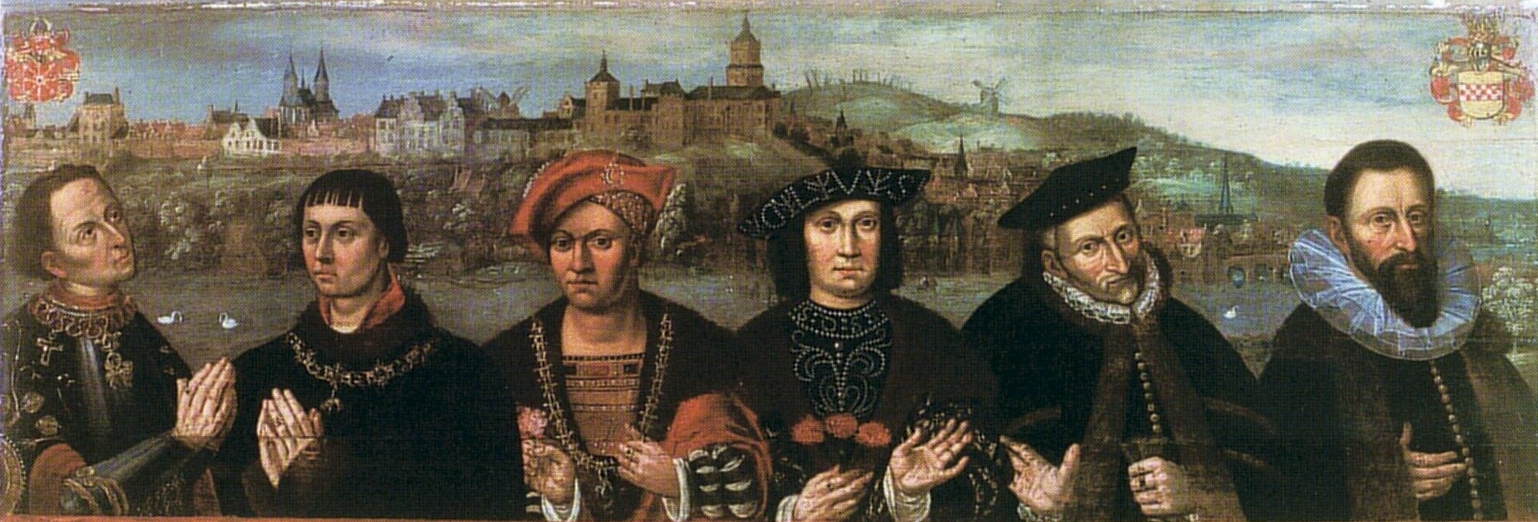
V.l.n.r. de hertogen Adolf IV, Jan I, Jan II, Jan III, Willem V en Johan Willem

In 1368 kwam door erfenis het graafschap Kleef in handen van Adolf III van der Mark, die bovendien in 1391 de Mark kreeg van zijn broer, zodat de gebieden in personele unie verenigd werden. Na zijn dood in 1394 verwierf Dirk de Mark en zijn broer Adolf Kleef. Na Dirks dood in 1398 volgde zijn broer hem op, en in 1417 werd Adolf IV op het concilie van Konstanz bevestigd als hertog van Kleef.
Na 1461 werden Kleef en de Mark als een eenheid bestuurd. Omdat het hertogdom Kleef een stuk belangrijker was dan de Mark, worden de heersers van de Mark vanaf de 15e eeuw doorgaans van Kleef genoemd.

### Gulik-Kleef-Berg
Ten gevolge van het huwelijk van Jan III met hertogin Maria van Gulik en Berg kwamen in 1511 ook het hertogdom Gulik, het hertogdom Berg en het graafschap Ravensberg in personele unie met Kleef en Mark.

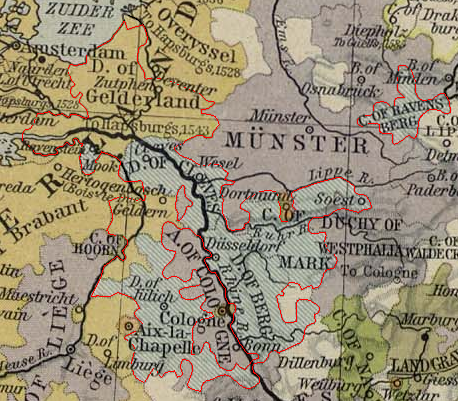
Willem de Rijkes bezittingen 1539-1543 (rood omlijnd)

### Kleef-Gelre
De grootste omvang bereikte het machtsgebied van de Van der Marks in de jaren 1539-1543 onder Willem de Rijke; hij volgde Karel van Gelre, die overleden was in 1538 op als hertog van Gelre en graaf van Zutphen. Hiermee had zich een uitgestrekt gebied aan de Rijn gevormd.
Gelre en Zutphen moesten echter in 1543 na korte gevechten afgestaan worden aan keizer Karel V bij het Verdrag van Venlo; deze overdracht luidde tevens het einde van de Gelderse Oorlogen in.
Met het overlijden van Johan Willem van Kleef (heerser in 1592-1609) stierf het huis Van der Mark uit; na de Guliks-Kleefse opvolgingsstrijd kwamen de Mark en Kleef in het bezit van Brandenburg, terwijl Palts-Neuburg Gulik en Berg ontving.